# Surrogatmarker
Als Surrogatmarker (synonym: Surrogat-Parameter; von lateinisch surrogatum ‚Ersatz‘, und englisch marker ‚Kennzeichen‘) bezeichnet man in klinischen Studien einen Messwert, dessen Beeinflussung die Wirkung einer Intervention, also z. B. einer Therapie, auf ein übergeordnetes medizinisches Phänomen, z. B. das Auftreten einer Krankheit oder eines Symptoms, anzeigen soll. Die Mindestvoraussetzung an einen Surrogatmarker ist die, dass zwischen ihm und dem Phänomen bereits ein statistisch signifikanter Zusammenhang besteht. Diese Voraussetzung ist jedoch nicht hinreichend. Dabei ist der Surrogat-Marker meist einfacher und schneller zu bestimmen als das Phänomen selbst und wird daher oft aus Gründen der Wirtschaftlichkeit bevorzugt. Es kann auch vorkommen, dass das interessierende Phänomen überhaupt nicht messbar ist, sondern nur durch Surrogat-Marker erfasst werden kann (siehe Beispiele). Sowohl das Phänomen als auch der Surrogat-Marker können als sogenannte Endpunkte der Studie definiert werden, also als Zielgrößen, anhand derer das Studienergebnis interpretiert und gewertet wird. Die Messbarmachung biologischer (und anderer) Phänomene bezeichnet man als Operationalisierung.
Als stringente Definition eines Surrogat-Markers wird die von Prentice (1989) angesehen. (In diesem Zusammenhang spricht man daher auch von den Prentice-Kriterien.) Die Definition arbeitet mit dem Begriff der bedingten stochastischen Unabhängigkeit. Nach ihr ist eine Intervention, die den interessierenden Endpunkt beeinflussen soll, von diesem Endpunkt bedingt unabhängig, gegeben den Surrogat-Marker. Anders ausgedrückt, bietet zur Prognose eines Patienten die Therapie, die er erhalten hat, keine über den Surrogatmarker hinausgehende Information. An diesem Kriterium gemessen, sind die gewählten Endpunkte in den Beispielen zu Antiarrhythmika und Fluoriden keine echten Surrogatmarker.
Zu beachten ist, dass die Wirkung einer Therapie auf einen Surrogat-Marker nur sehr bedingt auf das eigentlich interessierende medizinische Phänomen übertragen werden kann, denn erstens beweist ein statistischer Zusammenhang nicht unbedingt eine Kausalität, und zweitens hängt das Auftreten von Krankheiten fast nie nur von einem einzigen krankhaft veränderten Parameter ab. Seriöse Studienpräsentationen weisen darauf hin, unseriöse lenken davon ab.
Da in der Medizin eine Therapie letztlich nur dann einer anderen überlegen ist, wenn sie Krankheiten verhindert oder heilt und Symptome lindert und nicht, wenn sie lediglich Laborwerte beeinflusst, definiert ein gutes Studiendesign möglichst viele eindeutig bestimmbare medizinische Ereignisse als Endpunkte (wie z. B. Tod durch Herzinfarkt) und möglichst wenige Surrogat-Marker.

## Beispiele
Die Angst, die ein Mensch in einer Situation empfindet, lässt sich nicht direkt messen. Stattdessen wird z. B. die Steigerung der Herzfrequenz, die mit einer Angstsituation einhergeht, erfasst.
Der Nachweis der Wirksamkeit der Thrombosetherapie bei akuter tiefer Beinvenenthrombose wird über eine Verbesserung des radiologischen Befundes der Thrombusgröße (Marker Score) festgelegt.
Die Messung des Blutfettwertes in einer klinischen Studie über fettsenkende Medikamente, anstelle der Überlebensrate: das eigentliche Ziel von Lipidsenkern ist die Verlängerung des Lebens, nicht nur die dazu beitragende Senkung des Lipidspiegels.
Surrogat-Marker werden auch in den klinischen Studien zur Wirksamkeit der HPV-Impfstoffe verwendet. Mit den HPV-Typen 16 und 18 assoziierte Vorstufen des Gebärmutterhalskrebs – die cervikalen intraepitheliale Neoplasien (CIN) und das cervikale Adenokarzinom in situ (AIS) – werden als primäre Endpunkte anstelle des Gebärmutterhalskrebs selbst benutzt.

## Probleme
Häufig besteht lediglich eine statistische Beziehung zwischen Marker und Krankheitsaktivität, ohne dass ein Zusammenhang zwischen Marker und eigentlich interessierendem klinischen Endpunkt, z. B. der Überlebensrate besteht. In diesem Fall spricht man von einer Korrelation.

### Beispiele falscher Surrogat-Marker

#### Klasse 1c Antiarrhythmika und vorzeitige ventrikuläre Kontraktionen
Treten nach einem Herzinfarkt vorzeitige ventrikuläre Kontraktionen (eine bestimmte Form der Herzrhythmusstörung) auf, ist die Gefahr des plötzlichen Herztodes erhöht. Klasse 1c Antiarrhythmika (Medikamente, die in den Herzrhythmus eingreifen) sind in der Lage, diese Rhythmusstörung effektiv zu unterdrücken. Klasse 1c Antiarrhythmika wurden daher zur Behandlung von ventrikulären Rhythmusstörungen nach Herzinfarkt zugelassen. Eine spätere Placebo-kontrollierte Studie (CAST-Studie) zeigte dann, dass Klasse 1c Antiarrhythmika die Häufigkeit des plötzlichen Herztodes erhöhten, trotz effektiver Hemmung von Herzrhythmusstörungen.

#### Fluoride und erhöhte Knochendichte
Bei verminderter Knochendichte ist die Gefahr von Knochenbrüchen erhöht. Natriumfluorid erhöht zwar die Knochendichte, die Wahrscheinlichkeit von Frakturen steigt aber. Im Gegensatz dazu ist die Substanzklasse der Bisphosphonate in der Lage, sowohl die Knochendichte zu steigern als auch die Häufigkeit von Knochenbrüchen zu vermindern.

#### Postmenopausale Hormonersatztherapie
Nach den Wechseljahren kommt es bei Frauen zu einem Anstieg von Schlaganfällen und Herzinfarkten. Dies wurde auf abfallende Hormonspiegel zurückgeführt. Die Gabe von Hormonen nach den Wechseljahren führt bei Frauen zu einer Verbesserung der Blutfette. Über Jahrzehnte wurden daher Östrogen und Progesteron verabreicht, bis große randomisierte, kontrollierte Studien zeigten, dass unter Hormonersatztherapie koronare Herzerkrankungen, Schlaganfälle, Lungenembolien und Brustkrebserkrankungen deutlich häufiger auftraten.

#### Homocystein und kardiovaskuläres Risiko
Erhöhte Homocystein-Spiegel sind mit einem deutlich erhöhten Risiko an Herzinfarkten und Schlaganfällen assoziiert, insbesondere bei Patienten mit chronischer Nierenkrankheit. Durch Gabe von Vitamin-B-Kombinationspräparaten können erhöhte Homocystein-Spiegel effektiv gesenkt werden. Dennoch wird dadurch das Risiko einer Herz-Kreislauf-Erkrankung nicht vermindert.

#### LDL-Cholesterin, Statine und Schlaganfallrisiko
Viele Patienten, die einen Herzinfarkt oder Schlaganfall erlitten haben, zeigen unter anderem hohe LDL-Blutfettwerte an. Statine senken effektiv die LDL-Konzentration im Blut. Jedoch verhindert die Gabe von 40 mg Simvastatin nach 5 Jahren bei nur 1 von 83 KHK-Patienten ein tödliches koronares Ereignis (number needed to treat NNT= 83), 82 Patienten hatten diesen Vorteil trotz des teuren Medikaments Simvastatin nicht.

#### HDL und kardiovaskuläres Risiko
Ein verminderter Spiegel an High Density Lipoprotein (HDL) wird ebenfalls mit einem erhöhten Herz-Kreislauf-Risiko assoziiert. Einem erhöhten HDL-Spiegel wird ein Schutz vor Herzinfarkt und Schlaganfall zugeschrieben. Das Medikament Torcetrapib führt zu einem deutlichen Anstieg der HDL-Spiegel; dennoch steigen unter Torcetrapib Herz-Kreislauf-Komplikationen und Mortalität an.

## Fazit
In manchen Fällen ist der Einsatz von Surrogat-Markern durchaus nützlich oder sogar unumgänglich. Erkenntnisse, die aus ihrem Einsatz resultieren, sind aber immer mit der notwendigen Skepsis zu betrachten, da durch die mittelbare Messung eine unbemerkte Verfälschung des Ergebnisses möglich ist.